# Kreikung Taung
Der Kreikung Taung (auch Ngaramh Tlang) ist ein Berg in Bangladesch.

## Lage
Der Berg liegt im Südosten Bangladeschs in der Upazila Belaichhari im Süden des zu den Chittagong Hill Tracts der Division Chittagong gehörenden Distrikts Rangamati in den Mizo Hills, einer Hügelkette, die einen südlichen Ausläufer des Himalaya bildet, etwa vier Kilometer westlich der Grenze zu Myanmar.

## Höhe
Im Rahmen einer Exkursion des BD Explorer wurde im Dezember 2012 unter anderem auch die Höhe des Kreikung Taung ermittelt. Die mit GPS gemessene Höhe betrug 3083 Feet (939 Meter). ACME Mapper gibt die Höhe des Berges mit 944 Meter an. Damit zählt der Kreikung Taung zu den höchsten Erhebungen Bangladeschs.
Der nächstgelegene Berg, der höher ist als der Kreikung Taung, ist der zwei Kilometer südlich gelegene Thingdawl Te Tlang (944 m). Im Umkreis von etwa 10 Kilometer um den Kreikung Taung herum liegen weitere Berge, die mit einer Höhe von über 900 Metern zu den höchsten Erhöhungen Bangladeschs zählen, darunter der Keokradong (980 m), der Maithaijama Haphong (966 m), der Mukhra Thuthai Haphong (954 m) und der Kapital Hill (933 m). Etwa 16 Kilometer südlich des Kreikung Taung liegt der Mowdok Mual, der mit einer Höhe von 1045 Meter der höchste Berg Bangladeschs ist.